# Unibet
Unibet er en online gambling gruppe, der tilbyder online poker, online kasino, skrabelod, sportsspil, live betting, bingo online og bløde spil. Virksomheden har sit hovedkvarter på Malta og er ejet af det nordiske OMX noterede aktieselskab Unibet Group plc. Firmaets omsætning i 2012 var £197.2 millioner .  
Unibet Group plc er et Malta-baseret online gambling og betting-firma, der omfatter Unibet (som et brandet site), Maria (online bingo og casino spil) og Kambi (en sportsbook-udbyder). Gruppen er en af de største udbydere af online spil på det europæiske marked med over 7.2 millioner kunder verden over. Sammen med Norden, udgør bl.a. Belgien og Holland deres vigtigste markeder. 
Igennem deres website og andre platforme (herunder mobiltelefoner og digitalt tv) tilbyder Unibet forskellige produkter i forbindelse med online spil, såsom sports-odds, live betting, Supertoto, diverse casino-spil (roulette, black jack, Caribbean Stud, osv.), poker og bingo.

## Priser
Unibet blev af det internationale spil-magasin eGaming Review tildelt prisen som årets europæiske sportsbetting udbyder i 2006, 2008 og 2009, samt årets liveudbyder i 2009..

## Unibet Open
The Unibet Open (UO) er en række Live Texas Hold'em-poker turneringer i Europa, der drives af Unibet. Det første UO fandt sted i Warszawa i løbet af sidste halvår af 2007, og touren fortsatte derefter i løbet af 2008 med turneringer i Madrid, Milano og igen i Warszawa. I 2009 blev Unibet Open en af de mest populære og mest kendte poker events i Europa med turneringer i Budapest, Algarve, London, Prag og Warszawa. I 2010 fandt UO sted i Budapest, Golden Sands (BG), Prag, Valencia og Paris. I 2011 blev touren afholdt på Malta, og i Barcelona, Dublin og Riga. I februar 2012 starter touren i Prag og den fortsætter til Paris i maj, efterfulgt af London i august.

## Historie
1997 Det første Unibet Selskab blev dannet.  
1998 Unibet fik tildelt licens til at udbyde spil i Storbritannien. Unibet etablerede et kontor i London og begyndte at agere som spiludbyder, der modtog væddemål over telefonen.  
1999 Et website på svensk og engelsk blev lanceret.
2000 Unibet Group Plc. blev stiftet. Unibet International blev tildelt licens og etablerede et kontor på Malta. 
2001 Anden udgave af Unibets hjemmeside blev lanceret og blev derefter oversat til 12 sprog. Unibet har nu kunder i mere end 50 lande.
2003 Lancering af opdateret website og udbud af nye produkter, herunder live betting og online casino-produkter. Mere end 256.000 registrerede kunder i over 100 lande.
2004 Notering på NASDAQ OMX – Den Nordiske Børs. Lancering af Supertoto og poker. Lancering af mobil platform, skrabelodder og tv-programmet "Pokermiljonen".
2005 Erhvervelse af MrBookmaker.com .
2006 Website oversat til 20 sprog. Lancering af Bingo. Nyt holdingselskab etableret på Malta. 
2007 Erhvervelse af Maria Holdings, for at styrke positionen indenfor Bingo og de nordiske markeder.
2008 Erhvervelse af skandinaviens største trav-forum, Travnet.
Unibet er certificeret af G4, Global Gaming Guidance Group, i overensstemmelse med deres retningslinjer omkring ansvarligt spil og er også certificeret til at være i overensstemmelse ed eCOGRAs standarder (www.ecogra.org).
Unibet er medlem af the European Gaming og Betting Association (EGBA), som samler 12 af de førende spiludbydere i Europa. Foreningens vedtægter specificerer, hvordan de involverede virksomheder skal beskæftige sig med emner såsom ludomani, ulovlig gambling af mindreårige, gambleres anonymitet og hvidvaskning af penge.
Pr. januar 2009, har Unibet registrerede kunder fra mere end 150 lande.
2010 Indgår aftale for online sport og heste-væddemål såvel som poker i Frankrig.. 
2011 Annoncerer køb af EurosportBet og EurosportPoker, en fransk udbyder af sportsbook og poker produkter, omfattet af regulerings-godkendelse..
2011 Unibet får tildelt en af 48 licenser på det nyligt genregulerede danske marked..
2012 Fortsatte Unibet sin række af opkøb med Betchoice, en australsk online bookmaker for £13,6 millioner . Betchoice driver sports og motorsports-betting på det australske marked
via sit website.